# District Tsjoekotski
Het district Tsjoekotski (Russisch: Чукотский район; Tsjoekotski rajon, Tsjoektsjisch: Чукоткакэн район; Tsjoekotkaken rajon) is een gemeentelijk district in het noordoosten van de Russische autonome okroeg Tsjoekotka. Het bestuurlijk centrum is het dorp Lavrentia aan de oostkust. Het district werd geformeerd in 1927. Het is het enige Tsjoekotse district waarin geen stedelijke plaatsen liggen en ligt het dichtst bij de Verenigde Staten (Alaska) van heel Rusland.

## Geografie
Het district omvat het noordelijk deel van het Tsjoektsjenschiereiland in het uiterste noordoosten van Eurazië. Het ligt als zodanig ten zuiden van de Tsjoektsjenzee, ten oosten van de Koljoetsjinbaai en ten westen van de Beringzee. Aan zuidzijde grenst het aan het district Providenski en in het westen heeft het een klein stuk grens met het district Ioeltinski. Tot 1957 omvatte het district ook het huidige district Providenski en een groot deel van het district Ioeltinski.
In het oosten van het district ligt Kaap Dezjnjov, het oostelijkste punt van het vasteland van Eurazië. Iets ten noordoosten daarvan ligt het dorp Oeëlen, de oostelijkste plaats van Eurazië, dat bekendstaat om haar traditie in het walrusivoorsnijden. Iets ten oosten van Kaap Dezjnjov ligt het eiland Ratmanov (Groot-Diomedes/Imaqliq), het oostelijkste eiland van Rusland, dat deel uitmaakt van de Diomedeseilanden.

## Geschiedenis
De laatste millennia voor de komst van de Russen was het leven van de volken in het gebied vrij statisch wanneer afgegaan wordt op archeologische opgravingen. Het gebied telt ongeveer 80 archeologische en historische plekken, waarvan veel in de buurt van hedendaagse dorpen. De dorpen lagen en liggen veelal op plekken waar veel dieren waren om op te jagen.
Het gebied werd pas relatief laat onderzocht door de Russen. Semjon Dezjnjov en zijn Siberische Kozakken verloren midden 17e eeuw bijna hun gehele vloot toen ze poogden om rond de later naar Dezjnjov vernoemde kaap te varen onderweg naar de rivier de Anadyr. Tachtig jaar later voer Vitus Bering door de later naar hem vernoemde zeestraat en nog eens vijf jaar later werden de eerste kaarten getekend van de kustlijn tijdens de Tweede Kamtsjatka-expeditie. Vijftig jaar later bezocht James Cook de kust. Pas begin 20e eeuw ontstond er de eerste Russische nederzettingen in de vorm van handelsposten.
Nadat in 1909 de oejezd Tsjoekotka was gesticht met Providenia als bestuurlijk centrum, werd Oeëlen drie jaar later aangewezen als bestuurlijk centrum. In 1927 ontstond echter het huidige Tsjoekotka en werd Anadyr tot centrum gemaakt.

## Economie
De economie is gecentreerd rond de jacht op zeedieren (visserij, zeehondenjacht, walrusjacht en walvisvaart), de rendierhouderij en de pelsdierhouderij (poolvossen; blauwvossen). Industriële activiteit is vrijwel afwezig. De overheid ondersteunt de traditionele bestaanswijzen om hun voortbestaan te verzekeren.

## Demografie
Met een inwonertal van 4.541 (volkstelling 2002), waarvan een kwart in Lavrentia, op een oppervlakte van 30.700 km² (iets kleiner dan België) is het een van de dunstbevolkte districten van Tsjoekotka. Bij de Sovjetvolkstelling van 1989 telde het nog 6.878 inwoners, wat een daling van 33% in 13 jaar tijd betekent. 85% van de inwoners bestaat uit 'inheemse bevolking', wat het hoogste percentage van heel Tsjoekotka is. De belangrijkste bevolkingsgroep wordt daarbij gevormd door de Tsjoektsjen, met kleinere groepen Siberische Joepik (ongeveer 10%), Evenen, Korjaken, Joekagieren, Tsjoevanen en Itelmenen. De overige 15% bestaat met name uit Russen. De meesten van hen migreerden ofwel naar het Verre Oosten getrokken door de hogere lonen, hogere pensioenen en grotere vrijheden, werden er als (ex-)Goelagdwangarbeiders (na hun vrijlating gold er vaak nog een jarenlang verbod om zich buiten het gebied te begeven) heen gebracht of zijn afstammelingen van een van deze groepen.

## Plaatsen

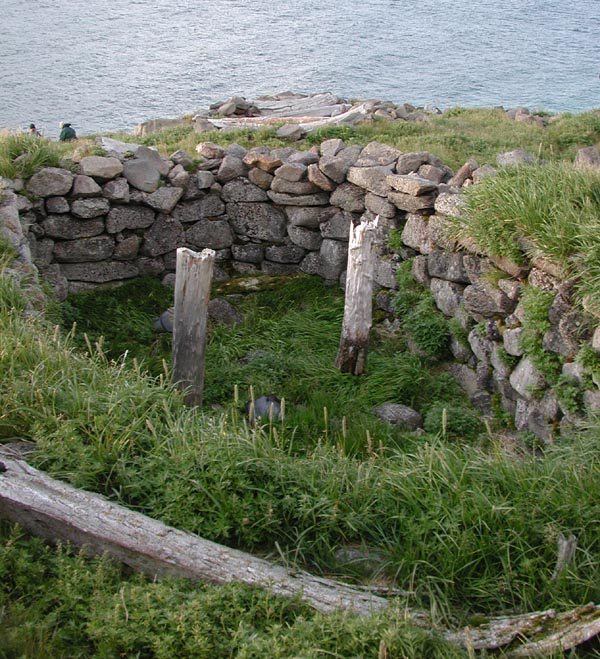
Ruïnes van een huis in Naoekan nabij Kaap Dezjnjov
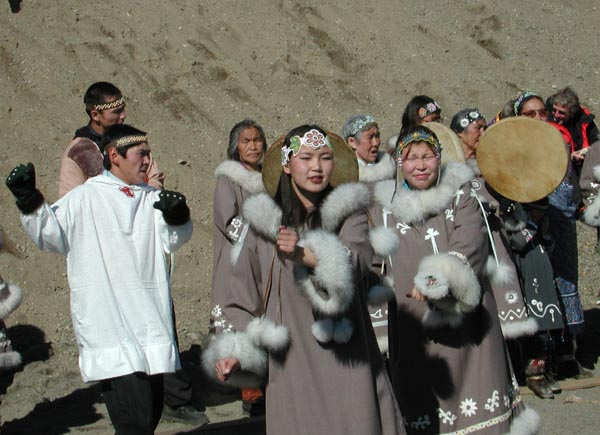
Tsjoektsjische danseressen tijdens een festival in Lorino
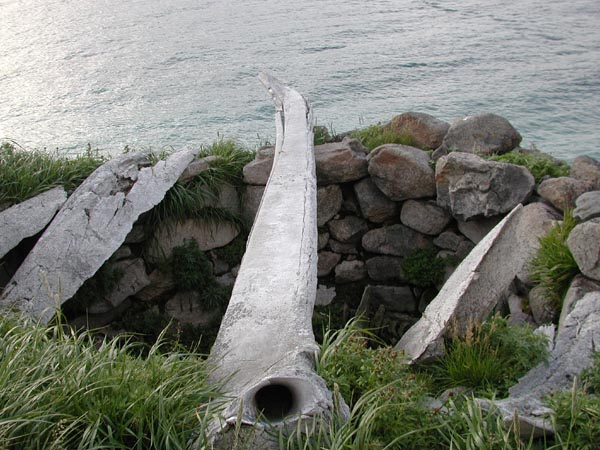
Vleesgat bij Naoekan